# Monte Le Porche
Il monte Le Porche è un monte di 952 m s.l.m. della provincia di Salerno, in Campania.

## Toponimo
Secondo alcuni il nome deriva dai numerosi allevamenti di maiali sul monte che in passato venivano nutriti con le ghiande dei cerri.
Secondo altri studi il nome Le Porche deriverebbe piuttosto dalla configurazione geologica detta porca, una sezione di territorio compresa tra due canali naturali o artificiali.

## Territorio
Dal monte, dal substrato calcareo, si origina la sorgente Sant'Angelo. 
Tra il monte Le Porche e il monte Bosco Borbone si trova una sella naturale detta La Cappella di Siano.
I paesi più vicini al Monte Le Porche sono Siano e Bracigliano.

## Flora
Il monte è parzialmente coperto da macchia mediterranea e castagni, con la presenza di funghi e more di rovo (Rubus ulmifolius.

## Storia
Sono state trovate alcune testimonianze altomedioevali, tra cui il ritrovamento di un sacello longobardo databile tra il X e il XIII secolo.
Il 5 maggio 1998 una frana distrusse parte del monte, nel territorio comunale di Siano, Bracigliano e Sarno, con avvallamenti aridi e privi di vegetazione tuttora visibili.

## Galleria d'immagini

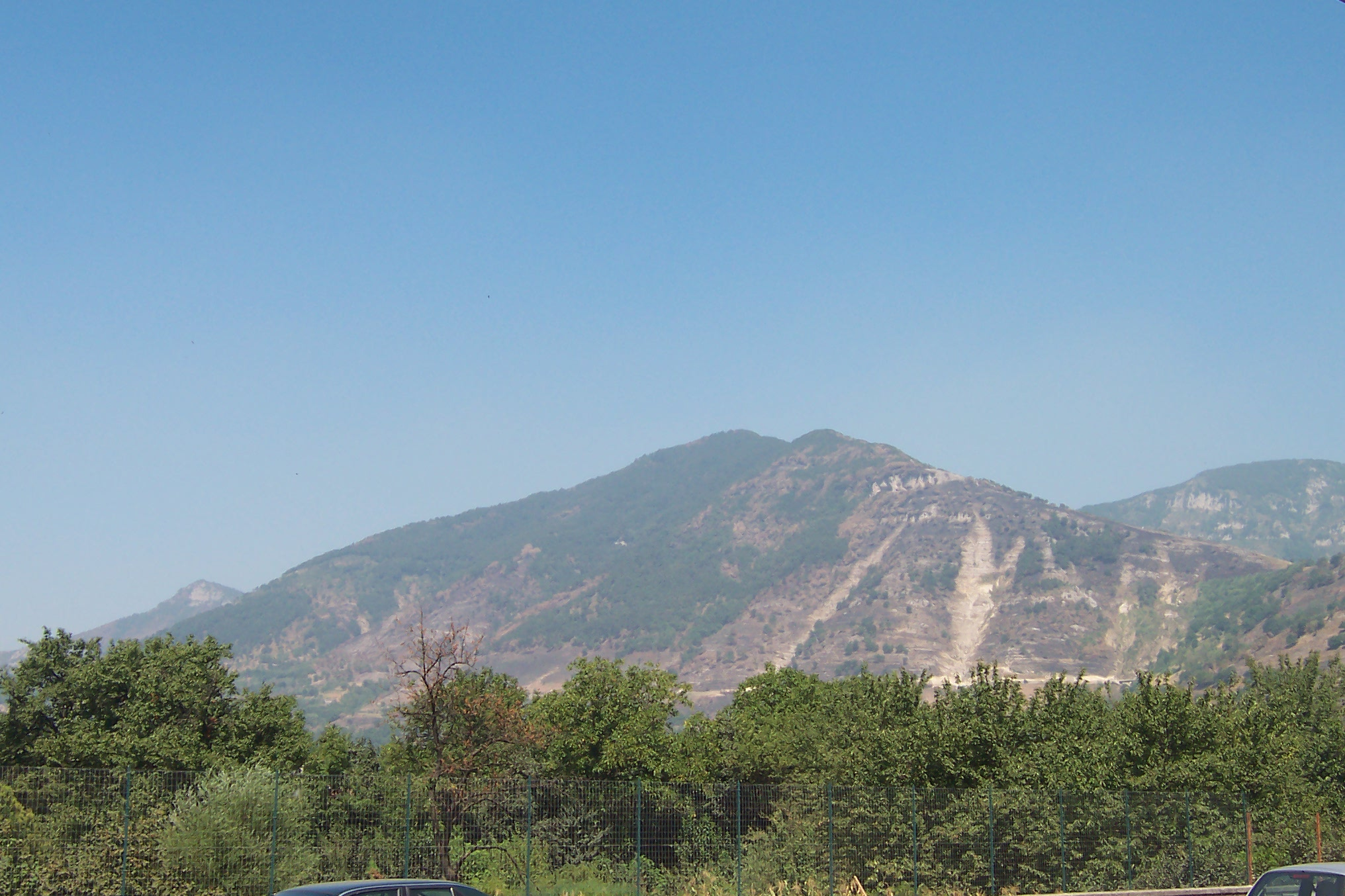
Vista del monte Le Porche, sulla destra son visibili i segni delle frane a seguito dell'alluvione del 5 maggio 1998 (2007)
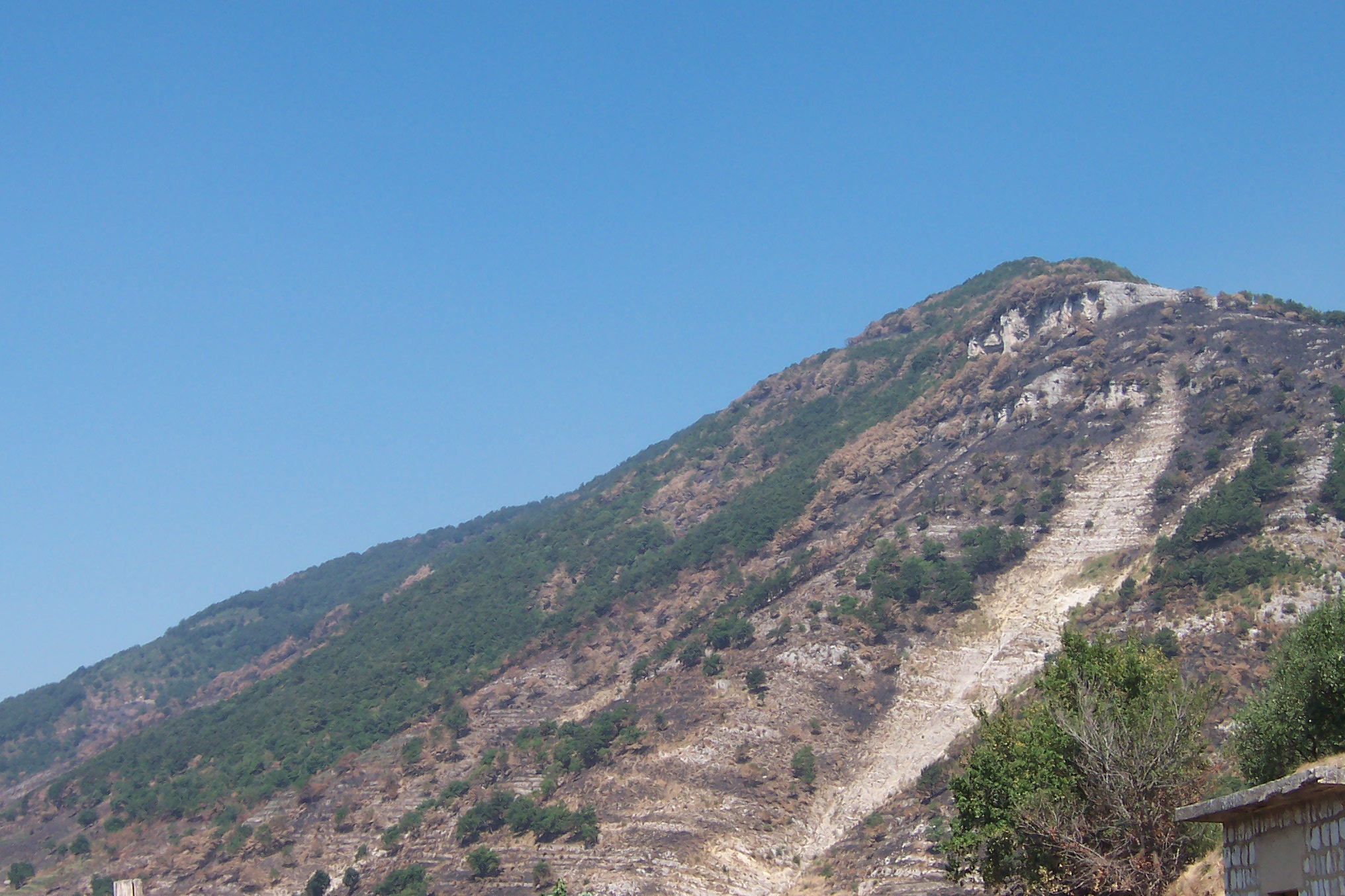
Dettaglio di una frana del 5 maggio 1998 sul monte Le Porche (2007)
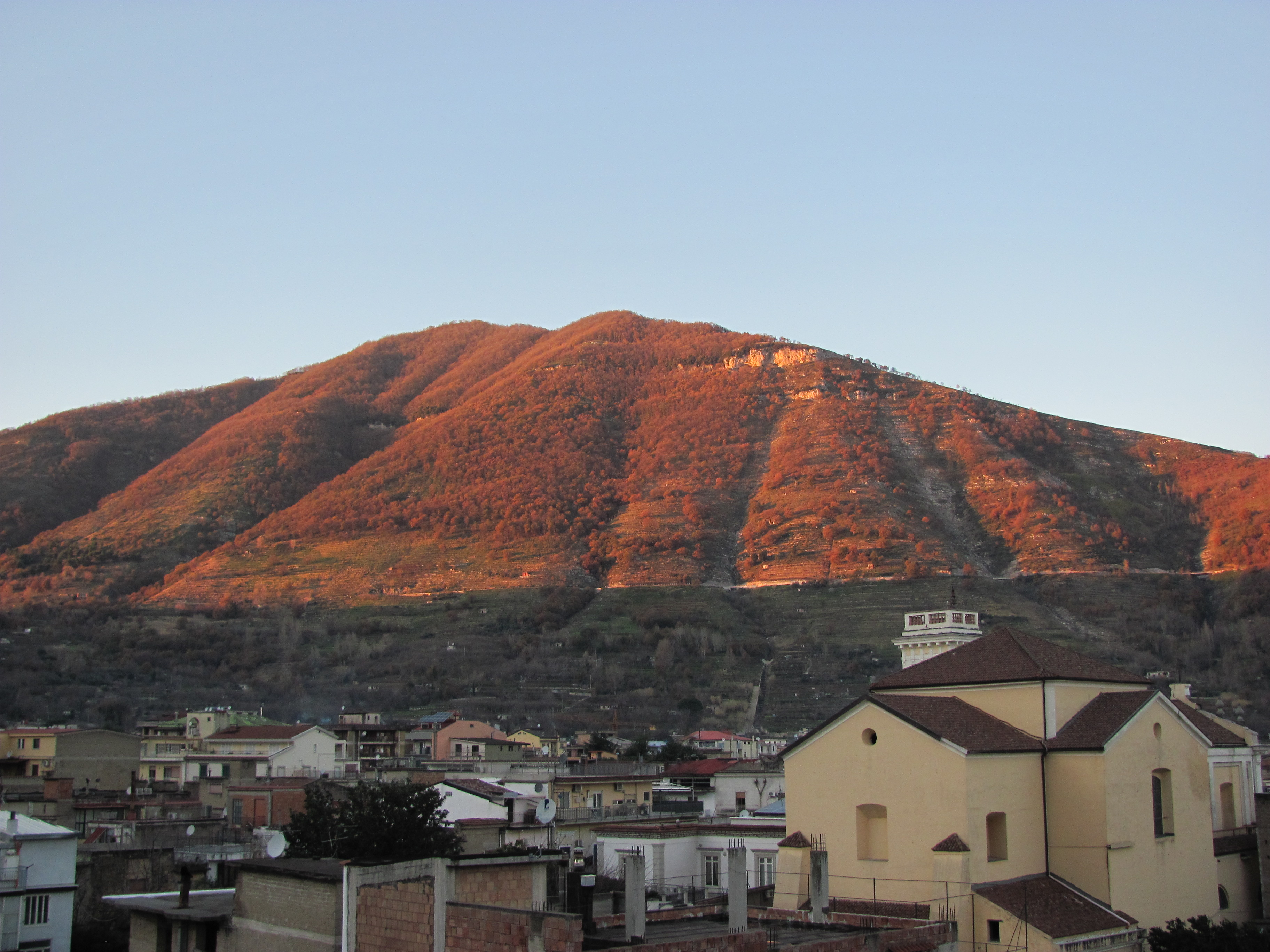
Monte Le Porche illuminato da un tramonto invernale, retro della chiesa di San Rocco (2012)
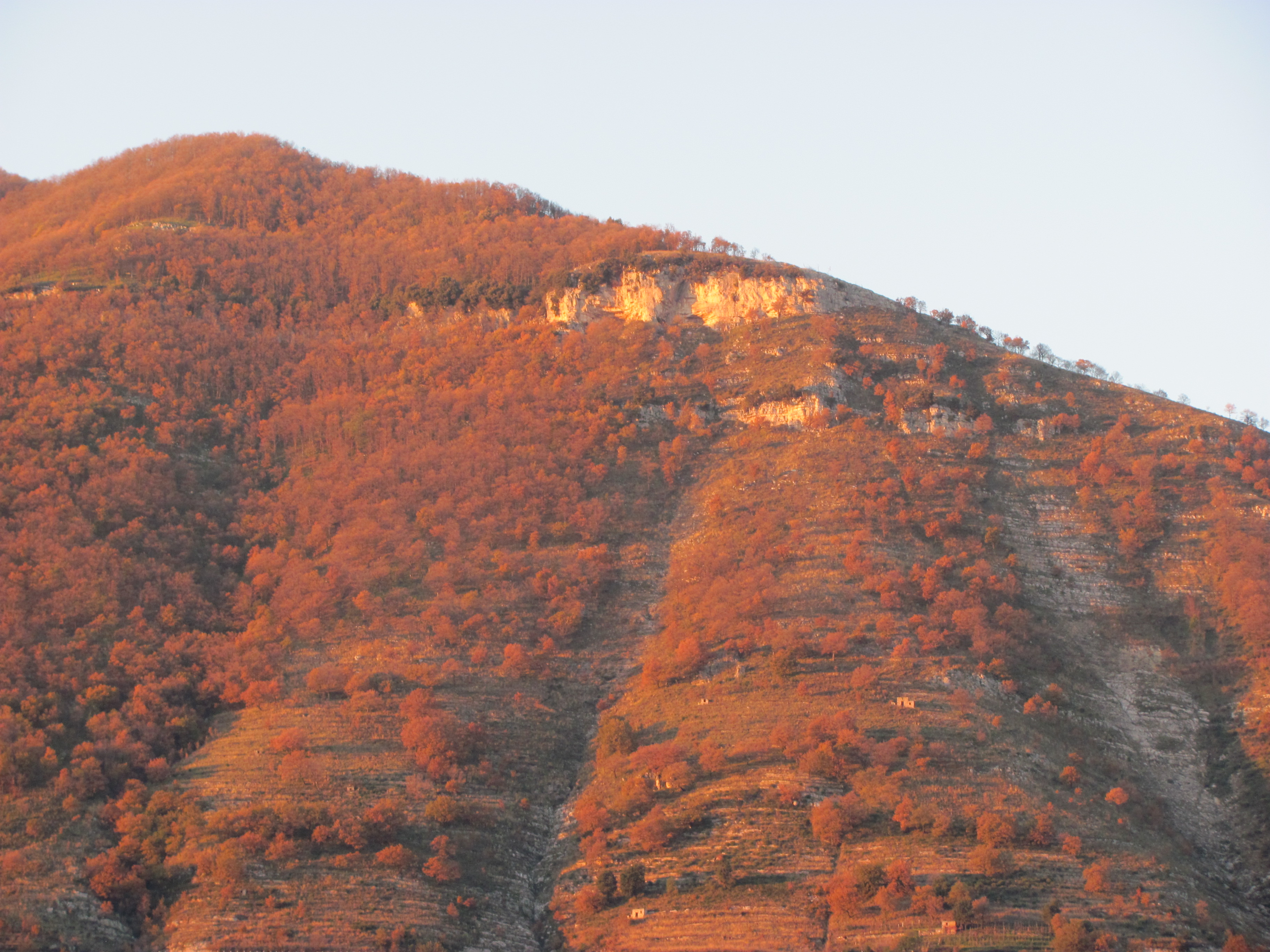
Monte Le Porche illuminato a un tramonto invernale, dettaglio superiore (2012)